# 曼图霍特普一世
曼图霍特普一世（Mentuhotep I）是一位古埃及第十一王朝的法老。他的统治时间约公元前2119年至公元前2115年。
按凯尔奈克神庙中的法老列表曼图霍特普一世是底比斯一个贵族的儿子，他的荷鲁斯的名字叫做Hor Tepi-aa，意为荷鲁斯的前辈，这个名字是在他死后授予的，他的原名意为“（神）莫满意了”。他的随名meri setjed nebet Abu表示，他受到“阿布（象岛）的女主人”的青睐。他实际上只不过是一个底比斯的贵族，他的统治区域在科普托斯和尼罗河第一瀑布之间。
在其它一些有名的法老表中没有曼图霍特普一世的名字。